# Periplusz

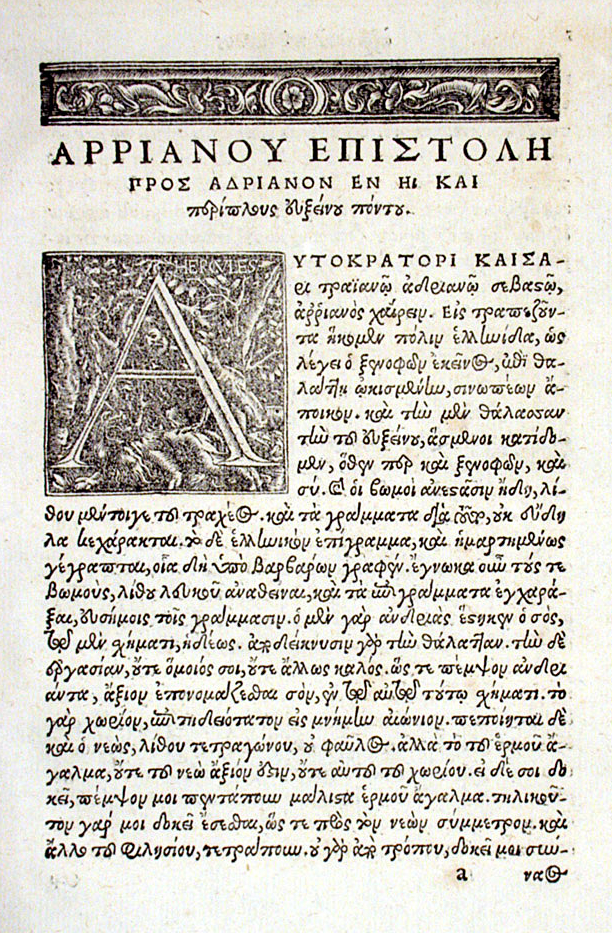
Lucius Flavius Arrianus Xenophon: Periplous tou Euxeinou Pontou című művének címlapja. (Johannes Frobenius, Nicolaus Episcopius, Bázel, 1533)

A periplusz ókori, gyakran görög, föníciai vagy római hajósok által készített leírás, úti beszámoló egy partszakaszról, régióról vagy tengerről.

## Jellemzői
A peripluszokhoz nem társult térkép, viszont szöveges formában útmutatót adtak a hajósoknak a területen található kikötőkről, kikötésre alkalmas helyekről, távolságokról vagy akár a parttól távolabb eső területek jellemzőiről is.

## Etimológia
A kifejezés a „körülhajózás” jelentésű, görög „περίπλους” szóból ered.